# Igreja de São Pedro (Santa Cruz das Flores)

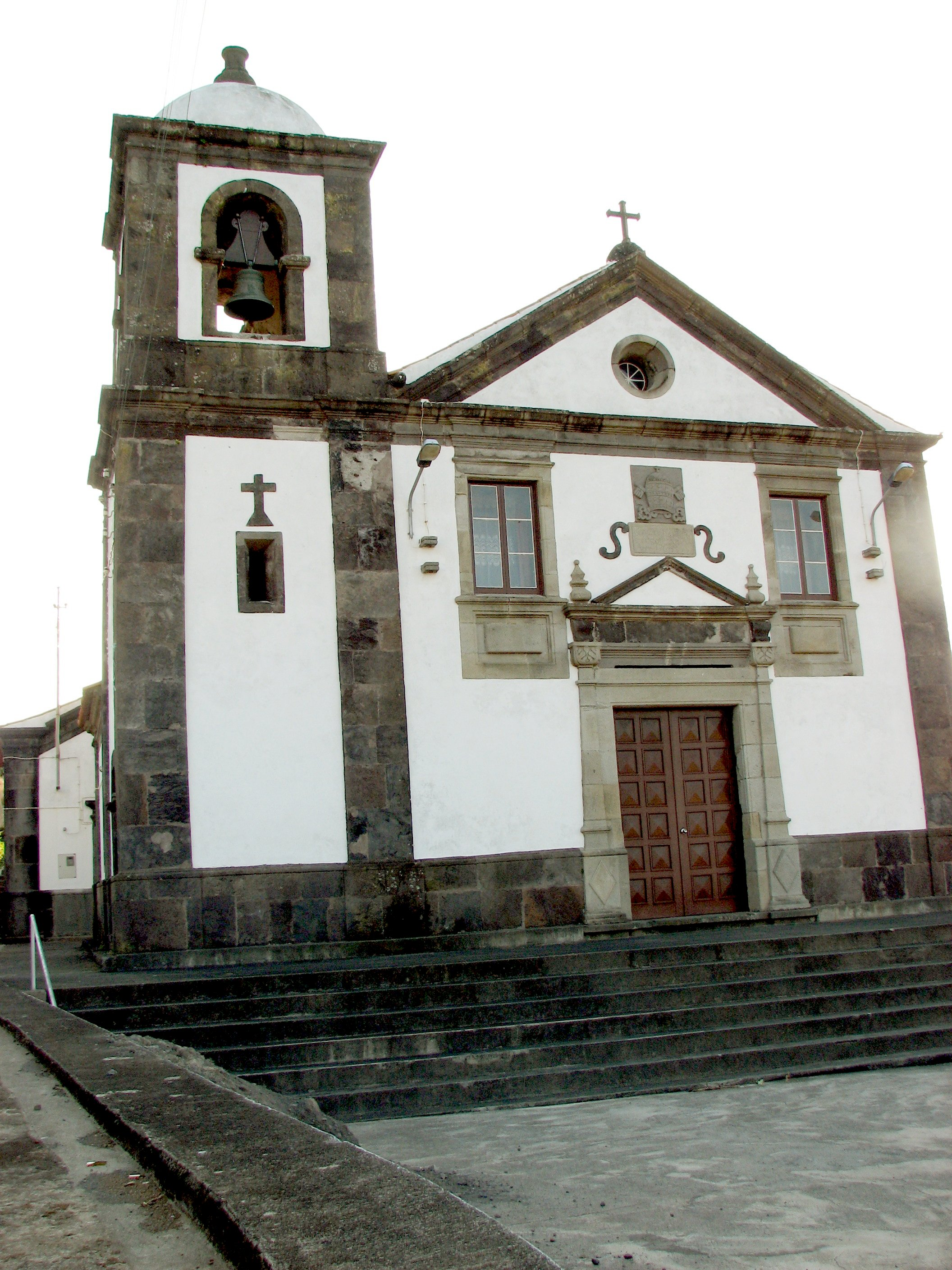
Igreja de São Pedro, Ponta Delgada (Santa Cruz das Flores).

A Igreja de São Pedro localiza-se na freguesia de Ponta Delgada no concelho Santa Cruz das Flores, na ilha das Flores, nos Açores.

## História
A primitiva paroquial de Ponta Delgada foi ereta na Ermida de Sant'Ana, templo referido por Gaspar Frutuoso em fins do século XVI, mas hoje desaparecida.
Segundo a tradição, a atual igreja paroquial de São Pedro foi edificada aproveitando os restos de uma primitiva ermida da mesma invocação, a segunda mais antiga da paróquia, a par da Ermida de Santo Amaro (junto ao primitivo núcleo habitacional, vizinha a um grotão onde existia uma nascente), e com a qual coexistia em finais do século XVII. Esta ermida de Santo Amaro desapareceu, embora se saiba que ficava mais a norte do atual povoado, numa lomba que ainda guarda o nome de Santo Amaro.
A construção da Igreja de São Pedro teve lugar a partir de 1763, por iniciativa do padre Francisco de Fraga e Almeida, possuidor de grande fortuna e antigo vigário e ouvidor eclesiástico nas Flores e no Corvo, que em 1764 deixou um legado de 100$000 réis à Confraria de São Pedro, com a obrigação de ser celebrada missa por intenção de sua alma no dia da inauguração do templo.
Desconhece-se a data do termo das obras, mas em 1774 ainda se trabalhava na talha dos seus altares.
Em nossos dias sofreu intervenção de restauro entre 1971 e 1975.

## Características
Pelo exterior apresenta apenas uma torre sineira.
Em seu interior destacam-se um altar-mor em talha dourada e a imitar pedra-mármore, ora esverdeada ora castanha, ladeado por outros dois de menores dimensões, destacando-se num deles uma imagem do Senhor Santo Cristo dos Milagres.